# Jacques Baumel
Pour les articles homonymes, voir Baumel.
Jacques Baumel, né le 6 mars 1918 à Marseille (Bouches-du-Rhône) et mort le 17 février 2006 à Rueil-Malmaison (Hauts-de-Seine) est un homme politique français.
Résistant pendant la Seconde Guerre mondiale, compagnon de la Libération, il est député de 1945 à 1946 puis de 1967 à 2002, sénateur de 1959 à 1967, dirigeant du mouvement gaulliste, secrétaire d'État de 1969 à 1972 et maire de Rueil-Malmaison de 1971 à 2004.

## Biographie

### Jeunesse et études
Jacques Baumel est né d'un père médecin, d'origine nîmoise et protestante, et d'une mère catholique d'origine aveyronnaise. Il effectue sa scolarité au lycée Thiers de Marseille,,. Il fait des études de médecine, suivant la voie paternelle, mais elles sont écourtées par la Seconde Guerre mondiale.

### Entrée en résistance
Baumel prend part à la Résistance en entrant dès le début de 1941 au mouvement Combat aux côtés d'Henri Frenay (sous les alias Saint-Just, Berneix ou encore Rossini). Il côtoie les dirigeants de ce mouvement à Marseille, puis Lyon et enfin Paris.
En 1943, il est secrétaire général des Mouvements unis de la Résistance (MUR) et rencontre Jean Moulin à plusieurs reprises. Face à la trahison de Jean Multon, et à la menace qui pèse sur la résistance, Jacques Baumel prend des mesures d'urgence, comme le gel des boîtes aux lettres, le remplacement des agents grillés ou encore la mise en alerte des services de renseignements.
À la création du Mouvement de libération nationale en janvier 1944, il est nommé avec Pierre Hervé secrétaire général pour la zone sud de ce regroupement. Il conserve le secrétariat général des MUR. Il participe en 1945 à la fondation de l'Union démocratique et socialiste de la Résistance (UDSR).

### Parlementaire pendant un demi-siècle
Il siège à l'Assemblée consultative provisoire. En 1945, il est élu député de la Moselle à la première Assemblée nationale constituante, est élu dans la Creuse à la seconde, mais est battu lors des élections à l'Assemblée nationale de 1946. Il a présidé le groupe parlementaire de l'UDSR et a participe à l'essor du Rassemblement du peuple français (RPF), dès sa fondation en 1947.
Sénateur de 1959 à 1967, Jacques Baumel est l'un des adjoints des secrétaires généraux de l'Union pour la nouvelle République (UNR). Il se rend aux États-Unis et étudie la campagne de John Fitzgerald Kennedy en 1960. Il accède au secrétariat général du mouvement gaulliste le 7 décembre 1962 après le succès remporté par l'UNR-UDT en novembre et assume cette fonction jusqu'au 19 janvier 1968 où il est remplacé par Robert Poujade. Il est élu lors des neuf élections à l'Assemblée nationale dès 1967 et siège au palais Bourbon jusqu'en 2002. Il est successivement membre de l'Union pour la nouvelle République (UNR), de l'Union pour la défense de la République (UDR) puis du Rassemblement pour la République (RPR).
Sur le plan international, il représente le Parlement français à l'Assemblée de l'Union de l'Europe occidentale, à l'Assemblée parlementaire du Conseil de l’Europe et à l'Union interparlementaire (UIP).
Il est aussi secrétaire d'État auprès du Premier ministre Jacques Chaban-Delmas du 20 juin 1969 au 5 juillet 1972.

### Maire de Rueil-Malmaison
Maire de Rueil-Malmaison, « une ville de province aux portes de Paris » selon son expression, de 1971 à 2004, il est à l'origine de Rueil 2000 (aujourd'hui Rueil-sur-Seine). Il pratique une politique active de jumelages avec nombre de cités étrangères (19 en tout). Sa politique municipale favorise l'implantation de sièges sociaux d'importantes entreprises françaises et étrangères. Les crèches sont particulièrement développées dans sa ville. Une médiathèque inaugurée en 2002 porte son nom.
Il préside également le conseil général des Hauts-de-Seine pendant neuf ans, de 1970 à 1973 et de 1976 à 1982.

### Mort
Jacques Baumel apparaît comme témoin dans le documentaire télévisé La Traversée du désert de Patrick Pesnot (2005). Il meurt dans la nuit du 16 au 17 février 2006, d'une broncho-pneumonie, à son domicile de Rueil-Malmaison.

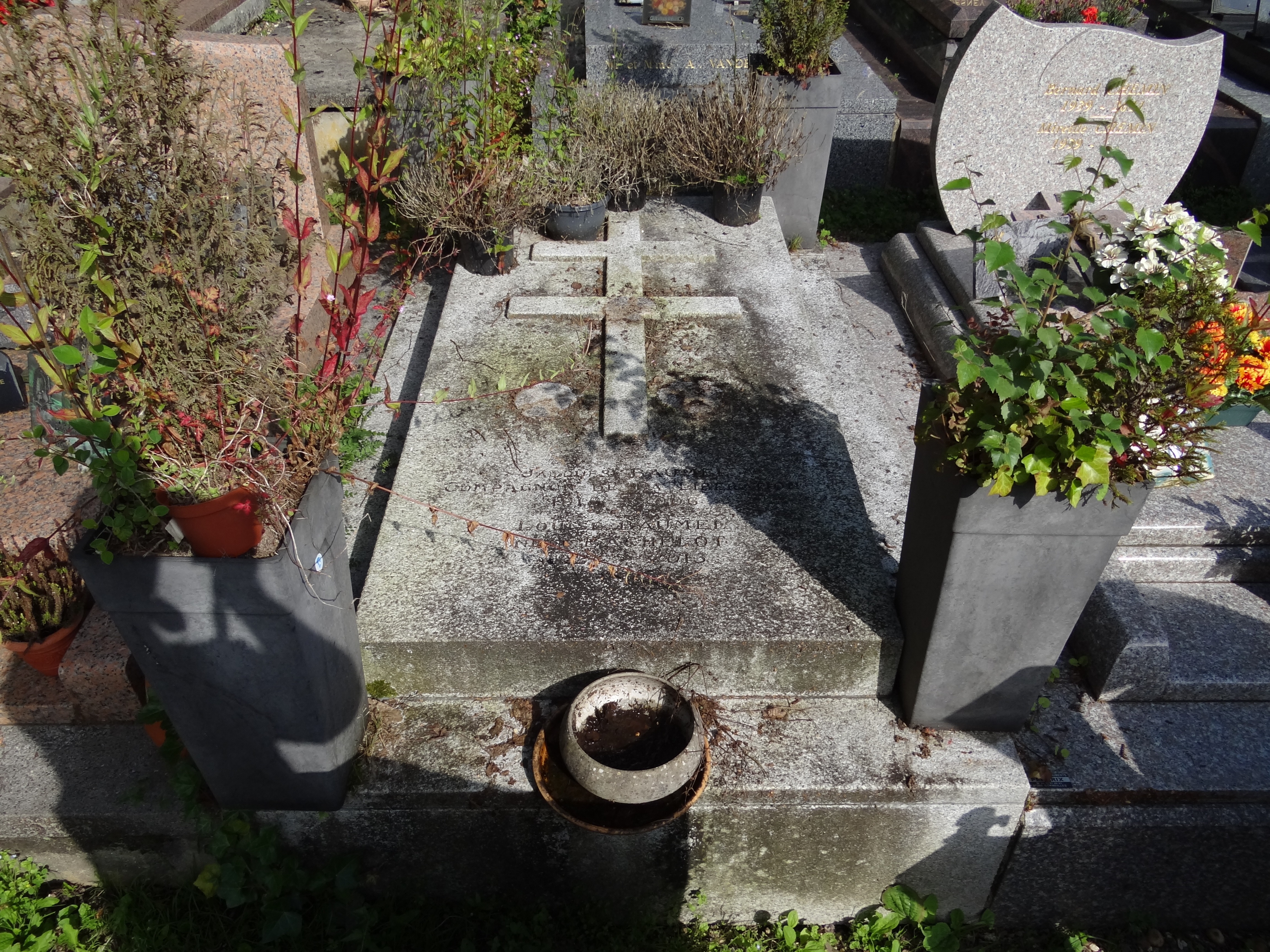
La tombe de Jacques Baumel au cimetière de Fourneville (Calvados).

Il repose au cimetière du village de Fourneville dans le Calvados. Son épouse, née Louise Bachelot le 11 septembre 1924, est morte le 14 novembre 2013.

## Hommage
- Parc départemental du Mont-Valérien, également appelé promenade Jacques-Baumel.

## Publications
- La Marseillaise de la Creuse : journal de la liberté (directeur politique), Guéret, 1946 (4 septembre-30 novembre), présentation en ligne.
- Une certaine idée de la France, Éditions Vaugirard, 1985.
- La France et sa Défense, éditions des Forges, 1994 (avec Jean-Paul Pigasse).
- Résister, Histoire secrète des années d'occupation, Paris, Albin Michel, 1999.
- De Gaulle, l'exil intérieur, Paris, Albin Michel, 2001.
- La Liberté guidait nos pas, Paris, Plon, 2004.
- La Libération de la France, Paris, L'Archipel, 2004 (avec François Delpla).
- Un tragique malentendu. De Gaulle et l'Algérie, Paris, Plon, 2006 (avec François Delpla), présentation en ligne.

## Décorations
- Officier de la Légion d'honneur
- Compagnon de la Libération par décret du 27 décembre 1945[8]
- Croix de guerre 1939–1945
- Médaille de la Résistance française par décret du 31 mars 1947[9]

## Hommages
- « Promenade Jacques-Baumel » dans le parc départemental du Mont-Valérien.
- « Médiathèque Jacques-Baumel » à Rueil-Malmaison